# Campionato di calcio della Federazione calcistica dell'Asia occidentale 2012
Il campionato di calcio della Federazione calcistica dell'Asia occidentale 2012 (in inglese WAFF Championship 2012) è stato la settima edizione del torneo riservato alle nazionali di calcio dell'Asia occidentale. Si è svolto in Kuwait dall'8 al 20 dicembre 2012. La Siria ha vinto il trofeo per la prima volta.

## Stadi
| Madinat al-Kuwait                    | Madinat al-Kuwait          | al-Farwaniyya                |
| ------------------------------------ | -------------------------- | ---------------------------- |
| Stadio internazionale Jaber Al-Ahmad | Stadio Al-Sadaqua Walsalam | Stadio Ali Al-Salem Al-Sabah |
| Capienza: 68 000                     | Capienza: 21 500           | Capienza: 10 000             |
|                                      |                            |                              |

## Fase a gironi

### Gruppo A
| Pos. | Squadra   | Pt | G | V | N | P | GF | GS | DR |
| ---- | --------- | -- | - | - | - | - | -- | -- | -- |
| 1.   | Oman      | 6  | 3 | 2 | 0 | 1 | 4  | 2  | +2 |
| 2.   | Kuwait    | 6  | 3 | 2 | 0 | 1 | 4  | 4  | 0  |
| 3.   | Palestina | 3  | 3 | 1 | 0 | 2 | 3  | 4  | -1 |
| 4.   | Libano    | 3  | 3 | 1 | 0 | 2 | 2  | 3  | -1 |

| Arbitro: | Ali Sabah Adday |

|                               |           |              |
| Nasser 2’ Al-Mutawa 6’ (rig.) | Marcatori | 45+1’ Nu'man |

| Arbitro: | Mohammed Abdulla Hassan Mohamed |

|  |           |            |
|  | Marcatori | 11’ Haidar |

| Arbitro: | Naser Al Ghafari |

|  |           |                       |
|  | Marcatori | 36’, 45+2’ Qasim Said |

| Arbitro: | Ko Hyung-Jin |

|  |           |              |
|  | Marcatori | 74’ Gharqoud |

| Arbitro: | Ali Sabah Al Qaysi |

|                              |           |                       |
| Al-Sulaiman 8’ Abdulhadi 79’ | Marcatori | 61’ (rig.) Abbas Atwi |

| Arbitro: | Minoru Tojo |

|                                |           |            |
| M. Al Seyabi 5’ Qasim Said 33’ | Marcatori | 40’ Zatara |

### Gruppo B
| Pos. | Squadra        | Pt | G | V | N | P | GF | GS | DR |
| ---- | -------------- | -- | - | - | - | - | -- | -- | -- |
| 1.   | Bahrein        | 7  | 3 | 2 | 1 | 0 | 2  | 0  | +2 |
| 2.   | Iran           | 5  | 3 | 1 | 2 | 0 | 2  | 1  | +1 |
| 3.   | Arabia Saudita | 4  | 3 | 1 | 1 | 1 | 1  | 1  | 0  |
| 4.   | Yemen          | 0  | 3 | 0 | 0 | 3 | 1  | 4  | -3 |

| Madinat al-Kuwait 9 dicembre 2012, ore 17:25 UTC+3 | Iran        | 0 – 0 referto | Arabia Saudita | Al-Sadaqua Walsalam Stadium (1.200 spett.)\| Arbitro: \| Minoru Tojo \| |
| Arbitro:                                           | Minoru Tojo |               |                |                                                                         |

| Arbitro: | Ali Sabbagh |

|                |           |  |
| Okwunwanne 87’ | Marcatori |  |

| Madinat al-Kuwait 12 dicembre 2012, ore 17:25 UTC+3 | Iran             | 0 – 0 referto | Bahrein | Al-Sadaqua Walsalam Stadium (1.000 spett.)\| Arbitro: \| Banjar Al-Dosari \| |
| Arbitro:                                            | Banjar Al-Dosari |               |         |                                                                              |

| Arbitro: | Masoud Tufaylieh |

|  |           |                    |
|  | Marcatori | 38’ Abdullah Otaif |

| Arbitro: | Ali Sabbagh |

|                       |           |                 |
| Nazari 41’ Karimi 53’ | Marcatori | 45+1’ Al-Worafi |

| Arbitro: | Naser Al Ghafary |

|                |           |  |
| Okwunwanne 77’ | Marcatori |  |

### Gruppo C
| Pos. | Squadra   | Pt | G | V | N | P | GF | GS | DR |
| ---- | --------- | -- | - | - | - | - | -- | -- | -- |
| 1.   | Siria     | 4  | 2 | 1 | 1 | 0 | 3  | 2  | +1 |
| 2.   | Iraq      | 4  | 2 | 1 | 1 | 0 | 2  | 1  | +1 |
| 3.   | Giordania | 0  | 2 | 0 | 0 | 2 | 1  | 3  | -2 |

| Arbitro: | Ali Shaban |

|           |           |  |
| Ahmad 61’ | Marcatori |  |

| Arbitro: | Mohammed Abdullah Hassan Mohamed |

|                     |           |              |
| Al Masri 11’ (aut.) | Marcatori | 47’ Al Douni |

| Arbitro: | Ko Hyung-Jin |

|                 |           |                   |
| Bani Attiah 22’ | Marcatori | 62’, 82’ Al Douni |

### Confronto tra le seconde classificate
Il confronto ha tenuto solo dei risultati ottenuti contro la prima e la terza classificata del girone.
| Gr. | Squadra | Pt | G | V | N | P | GF | GS | DR |
| --- | ------- | -- | - | - | - | - | -- | -- | -- |
| C   | Iraq    | 4  | 2 | 1 | 1 | 0 | 2  | 1  | +1 |
| A   | Kuwait  | 3  | 2 | 1 | 0 | 1 | 2  | 3  | -1 |
| B   | Iran    | 2  | 2 | 0 | 2 | 0 | 0  | 0  | 0  |

## Fase a eliminazione diretta
|  | Semifinali | Semifinali | Semifinali |       |      | Finale          | Finale          | Finale          |  |
|  |            |            |            |       |      |                 |                 |                 |  |
|  | Oman       | Oman       | 0          |       |      |                 |                 |                 |  |
|  | Oman       | Oman       | 0          |       |      |                 |                 |                 |  |
|  | Iraq       | Iraq       | 2          |       |      |                 |                 |                 |  |
|  | Iraq       | Iraq       | 2          |       | Iraq | Iraq            | 0               |                 |  |
|  |            |            |            |       | Iraq | Iraq            | 0               |                 |  |
|  |            |            | Siria      | Siria | 1    |                 |                 |                 |  |
|  | Bahrein    | Bahrein    | Siria      | Siria | 1    | 1 (2)           |                 |                 |  |
|  | Bahrein    | Bahrein    |            |       |      | 1 (2)           |                 |                 |  |
|  | Siria      | Siria      | 1 (3)      |       |      | Finale 3º posto | Finale 3º posto | Finale 3º posto |  |
|  | Siria      | Siria      | 1 (3)      |       |      |                 |                 |                 |  |
|  |            |            |            |       |      |                 |                 |                 |  |
|  |            |            |            |       |      | Oman            | Oman            | 1               |  |
|  |            |            |            |       |      | Oman            | Oman            | 1               |  |
|  |            |            |            |       |      | Bahrein         | Bahrein         | 0               |  |

### Semifinali
| Arbitro: | Mohammed Abdullah Hassan Mohamed |

|  |           |                    |
|  | Marcatori | 6’ Radhi 39’ Yasin |

| Arbitro: | Ali Shaban |

|                                |                      |                                       |
| Al Safi 67’                    | Marcatori            | 72’ Al Douni                          |
| Husain Moosa Saad Tayeb Salman | Tiri di rigore 2 – 3 | Al Salih Al Douni Jafal Khadouj Habib |

### Finale 3º posto
| Madinat al-Kuwait 20 dicembre 2012, ore 16:10 UTC+3 | Oman      | 1 – 0 | Bahrein | Jaber Al-Ahmad International Stadium |
| \| \| \| \| \| Qasim Said 68’ \| Marcatori \| \|    |           |       |         |                                      |
|                                                     |           |       |         |                                      |
| Qasim Said 68’                                      | Marcatori |       |         |                                      |

### Finalissima
| Madinat al-Kuwait 20 dicembre 2012, ore 18:45 UTC+3 | Iraq      | 0 – 1        | Siria | Jaber Al-Ahmad International Stadium |
| \| \| \| \| \| \| Marcatori \| 74’ Al Salih \|      |           |              |       |                                      |
|                                                     |           |              |       |                                      |
|                                                     | Marcatori | 74’ Al Salih |       |                                      |

## Campione
SIRIA
(1º titolo)

## Classifica marcatori
| Gol |  |  | Giocatore                | Squadra |
| --- |  |  | ------------------------ | ------- |
| 4   |  |  | Qasim Said               | Oman    |
| 4   |  |  | Ahmad Al Douni           | Siria   |
| 2   |  |  | Jaycee Okwunwanne        | Bahrein |
| 2   |  |  | Yousef Naser Al-Sulaiman | Kuwait  |